# 馬拉埃米
馬拉埃米（英語：Malaeimi）是美屬薩摩亞的一個村莊。它位於圖拉羅塔縣，靠近美屬薩摩亞首府帕果帕果。
馬拉埃米擁有眾多商店和餐館，包括供應本土美食以及菲律賓、義大利、越南和美國美食的餐館。
根據2010年美國人口普查的數據顯示，居住在馬拉埃米的人口有1182人。